# Somotillo
Somotillo là một khu tự quản thuộc tỉnh Chinandega, Nicaragua. Khu tự quản Somotillo có diện tích 725 ki lô mét vuông. Đến thời điểm năm 2005, huyện Somotillo có dân số 29030 người.